# Токарев (Астраханская область)
Токарев — хутор в Ахтубинском районе Астраханской области. Входит в состав сельского поселения Капустиноярский сельсовет.

## География
Токарев расположен в северо-восточной части Астраханской области и находится на левом берегу реки Волги, рядом c космодромом Капустин Яр.

## Население
| 2002 | 2010 |
| ---- | ---- |
| 78   | ↘45  |

Национальный и гендерный состав
По данным Всероссийской переписи, в 2010 году численность населения составляла 45 человек (23 мужчины и 22 женщины, 51,1 и 48,9 %% соответственно).
Согласно результатам переписи 2002 года, в национальной структуре населения русские составляли 81 % от 75 жителей.

## Инфраструктура
Нет данных

## Транспорт
Выезд на автодорогу регионального значения Волгоград — Астрахань, идентификационный
номер 12 ОП РЗ 12Р 001. Остановка общественного транспорта «Токарев».